# 柴大紀
柴大紀（1732年—1788年），字肇修，號東山，浙江江山人，清朝軍事將領，同武進士出身。

## 生平
乾隆二十八年（1763年）癸未科三甲武進士。授南福建守備。歷官福建水師提標左營守備、水師提標右營遊擊、澎湖水師右營遊擊、閩浙督標水師營參將、湖南洞庭協水師副將等職。乾隆四十六年（1781年）升福建海壇鎮總兵。乾隆四十八年（1783年）任臺灣鎮總兵。乾隆五十二年（1787年）於林爽文事件中力守孤城嘉義近半年，以功封一等義勇伯。福康安入城時，柴大紀未執“櫜鞬之儀”。被福康安上參疏議紀「聽任兵丁開賭寓娼，販賣私鹽」、「令其每月繳錢」，又說林爽文起事完全是柴大紀「平日廢弛貪黯，積漸釀成」。遭檻至京處決。其子柴際甲發配至伊犁為奴。《清史稿》有傳。

## 延伸阅读
[在维基数据编辑]
 《清史稿·卷329》，出自趙爾巽《清史稿》

## 外部連結
- 柴大紀 （页面存档备份，存于） 中研院史語所

| 官衔          | 官衔                                        | 官衔          |
| ------------- | ------------------------------------------- | ------------- |
| 前任： 張猛   | 台灣鎮總兵 乾隆四十八年（1783年）上任       | 繼任： 陸廷柱 |
| 前任： 陸廷柱 | 台灣鎮總兵 乾隆五十二年（1787年）以提督兼任 | 繼任： 普吉保 |